# توش (شهرستان سوزک)
توش (به لاتین: Tösh) یک منطقهٔ مسکونی در قرقیزستان است که در شهرستان سوزک واقع شده‌است. توش ۴٬۵۷۹ نفر جمعیت دارد.